# Bustanico
Bustanico é uma comuna francesa na região administrativa de Córsega, no departamento da Alta Córsega. Estende-se por uma área de 11,52 km². 